# Diana Ross
Diana Ross, ursprungligen Diana Ernestine Earle Ross, född 26 mars 1944 i Detroit, Michigan, är en amerikansk sångerska.

## Biografi

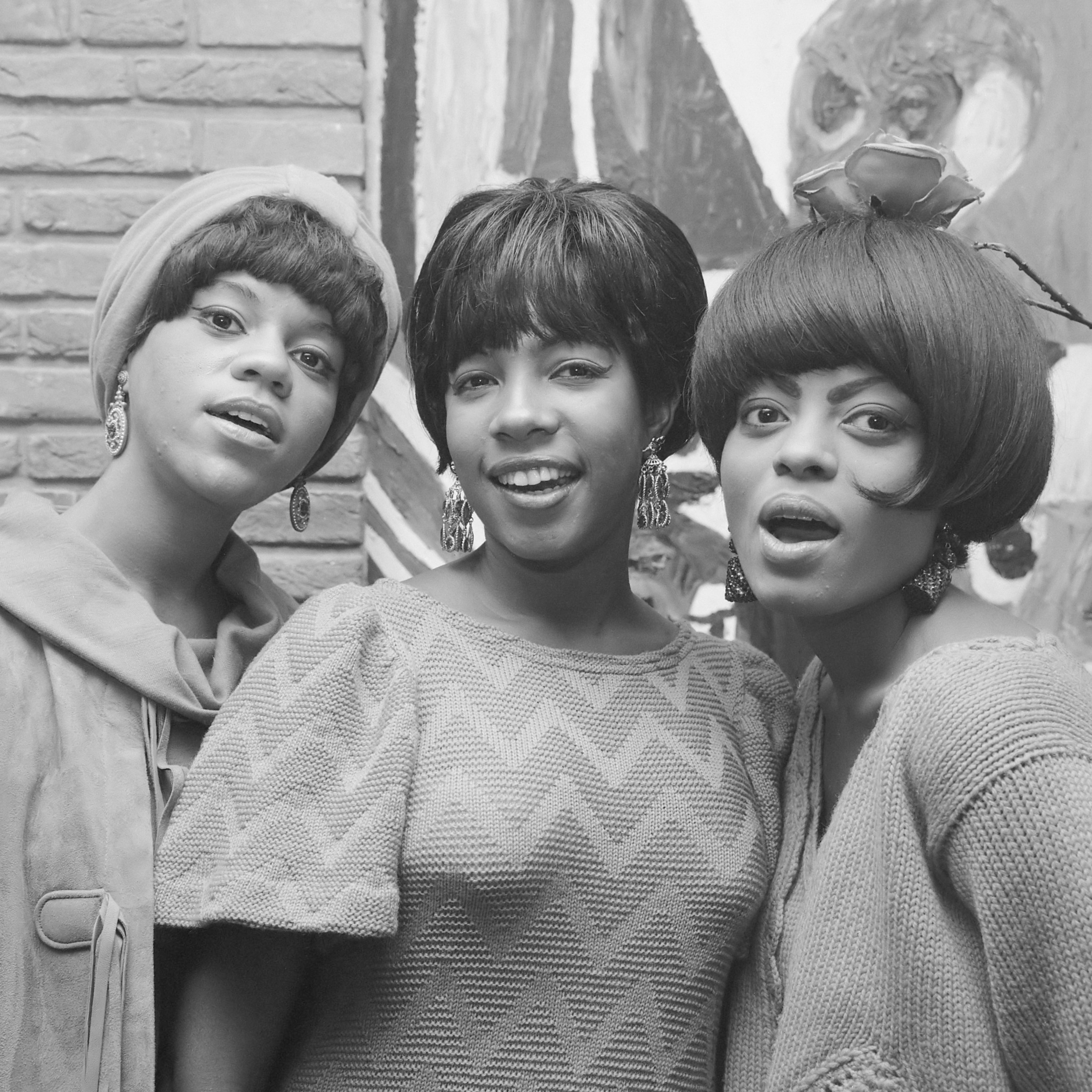
Diana Ross (till höger) med The Supremes 1965.

Diana Ross var en av medlemmarna i gruppen The Supremes. Under 1960-talet hade de fler hits än någon annan av skivbolagets Motowns artister och kan endast jämföras med The Beatles i antalet förstaplatsplaceringar på den amerikanska Billboardlistan. 1967 bytte gruppen namn till Diana Ross & The Supremes, vilket var en naturlig utveckling då det var Diana Ross som var den stora stjärnan och sjöng ledstämman på alla låtar. Stora hitar var bland annat "Baby Love", "Stop! In the Name of Love", "Reflections", "Love Child", "You Can't Hurry Love".
1970 lämnade Diana Ross gruppen och lanserades istället av bolaget Motown som soloartist. The Supremes fortsatte med en annan ledsångerska, men fick aldrig samma framgång utan Ross.
Diana Ross fick fort en hit med sin version av "Ain't No Mountain High Enough" och vann ytterligare respekt för sin oscarsnominerade insats i filmen Lady Sings the Blues, där hon gestaltade Billie Holiday. Även om hon inte liknade Holiday i vare sig röst eller utseende så lyckades hon fånga Holidays sårbarhet och soundtrackskivan med samma namn blev en stor succé där Diana Ross förvånade många med sin förmåga att tolka jazz. Hon har sedan återkommit till jazzen i sina shower och senare album. Precis som hon sjunger soul på ett speciellt sätt sjunger hon jazz – inte så mycket extra gliringar eller "vejlingar". Hon sjunger sången ganska rakt upp och ner, men med en stor känsla.
Hon var tillsammans med The Supremes en av de första grupperna som nådde både en mörkhyad och vit publik.
Bland hennes solohits kan nämnas "All of You" från albumet Swept Away, "Touch Me In the Morning", "I'm Coming Out", "Upside Down", "Missing You", "Theme from Mahogany (Do You Know Where You're Going To)", "The Boss", "It's My Turn" och "Chain Reaction".
1993 gestaltade hon en schizofren kvinna i en amerikansk tv-produktion. Hon var där långt ifrån den glamorösa och glittriga image hon har på scen i sina shower; under 1970-talet och i början av 1980-talet var hon en av de största showdrottningarna i världen. 1999 hade hon en av huvudrollerna i musikalfilmen Double Platinum tillsammans med Brandy. Hon arbetar fortfarande, både på scen och med skivinspelningar. Hon framträdde vid festligheterna i samband med utdelningen av Nobels fredspris i Oslo 2008. År 2005 spelade hon in duetten "I've Got a Crush on You" tillsammans med Rod Stewart. 2007 kom albumet I Love You.
Diana Ross har även medverkat i filmen The Wiz från 1978 tillsammans med Michael Jackson, Nipsey Russel och Ted Ross.

## Privatliv
Diana Ross gifte sig med musikaffärsmanagern Robert Ellis Silberstein i januari 1971 men de två skildes i mars 1977. Därefter hade hon förhållanden med skådespelaren Ryan O'Neal, och Gene Simmons från hårdrocksgruppen Kiss innan hon i oktober 1985 gifte sig med den norske miljonären Arne Næss jr. De skildes år 2000. Diana Ross är mor till fem barn, två av döttrarna är skådespelare. De är Tracee Ellis Ross, Rhonda Ross Kendrick (biologisk far är Berry Gordy), Evan Ross (med Arne  Næss), Chudney Ross och Ross Næss (med Arne Næss).
Michael Jackson ville enligt ett testamente från 2002 att Diana Ross skulle ta över vårdnaden över hans barn om det hände något med honom själv eller hans mor.

## Utmärkelser
Diana Ross upptogs i Rock and Roll Hall of Fame tillsammans med The Supremes år 1988 och fick en Grammy Award 2012 för sina prestationer under karriären.
År 2016 tilldelades hon USA:s främsta civila utmärkelse, Presidentens frihetsmedalj, av president Obama.

## Diskografi (urval)
- Touch Me In The Morning (1973)
- The Boss (1979)
- Diana (1980)
- Why Do Fools Fall In Love (1981)
- To Love Alain (samlingsalbum 1981)
- Silk Electric (1982)
- Ross  (1983)
- Swept Away (1984)
- Eaten Alive (1985)
- Red Hot Rhythm & Blues (1987)
- Working Overtime (1989)
- The Force Behind The Power (1991)
- Blue (2006)